# Erhard Ott
Erhard Ott (* 4. März 1953 in Schwienhusen, Schleswig-Holstein) ist ein deutscher Gewerkschafter. Er gehörte dem Bundesvorstand der Vereinten Dienstleistungsgewerkschaft (ver.di) bis 2014 an und leitete den Fachbereich Ver- und Entsorgung (FB 2).

## Werdegang
Nach dem Abschluss der Realschule 1968 machte er bis 1971 eine Verwaltungslehre beim Kreis Dithmarschen. Bis 1972 arbeitete er im Landesamt für Elektronische Datenverarbeitung beim Land Berlin. 1972 begann er eine Ausbildung für den gehobenen allgemeinen Verwaltungsdienst in Berlin und arbeitete bis 1975 beim Land Berlin. 1975 wurde er Sachbearbeiter im Landesverwaltungsamt und in der Senatskanzlei beim Regierenden Bürgermeister von Berlin.

## Gewerkschaftsfunktionen
Von 1978 bis 1987 arbeitete Ott als Bezirksjugendsekretär in der Berliner Bezirksverwaltung der Gewerkschaft Öffentliche Dienste, Transport und Verkehr (ÖTV). In der Bezirksverwaltung arbeitete er bis 1992 als Geschäftsführer der Abteilungen Landesverwaltungen, Krankenkassen und Arbeitsverwaltung. Von 1992 bis 1994 war er Bezirkstarifsekretär. Von 1994 bis 2000 koordinierte er die Tarifarbeit in der ÖTV-Hauptverwaltung. Im Jahr 2000 wurde er in den geschäftsführenden Hauptvorstand der ÖTV gewählt und war darin für die Bereiche Ver- und Entsorgung, Finanzen und Organisation zuständig. Mit der Gründung der Gewerkschaft ver.di im Jahr 2001 wurde er Mitglied des Bundesvorstands und Bundesfachbereichsleiter des Fachbereichs Ver- und Entsorgung. Beim Bundeskongress von ver.di im Oktober 2003 in Berlin wurde er mit 91,9 Prozent der Delegiertenstimmen in diesem Amt bestätigt. Beim Bundeskongress 2007 erhielt er 85,8 Prozent der Delegiertenstimmen. 2014 ist er aus dem Bundesvorstand ausgeschieden.
Ott war Mitglied im Europäischen Wirtschafts- und Sozialausschuss.